# Ebusco 3.0
Az Ebusco 3.0 a holland Ebusco buszgyártó elektromos alacsonypadlós busztípusa. A buszok 33%-kal könnyebbek, mint az elődtípusa, az Ebusco 2.2, és akár 500 kilométert is megtehetnek egyetlen akkumulátortöltéssel. Az Ebusco 3.0 az első Ebusco busz, amely teljes egészében Hollandiában készül. Ennek a busztípusnak a gyártása a repülőgépgyártáson alapul.
2019. október 10-én a belgiumi deurne-i székhelyű vállalat az iparágban elsőként dobott piacra elektromos buszt, amelynek karosszériája kompozitból, szálerősítésű műanyagból készült. „13 000 kiló helyett 8500 kilós busz. 400-ról 500 kilométerre növelt hatótávval. És húsz éves élettartammal.” – összegezte Peter Bijvelds, az Ebusco vezérigazgatója néhány pontban az Ebusco 3.0 pozitív tulajdonságait.

## Galéria

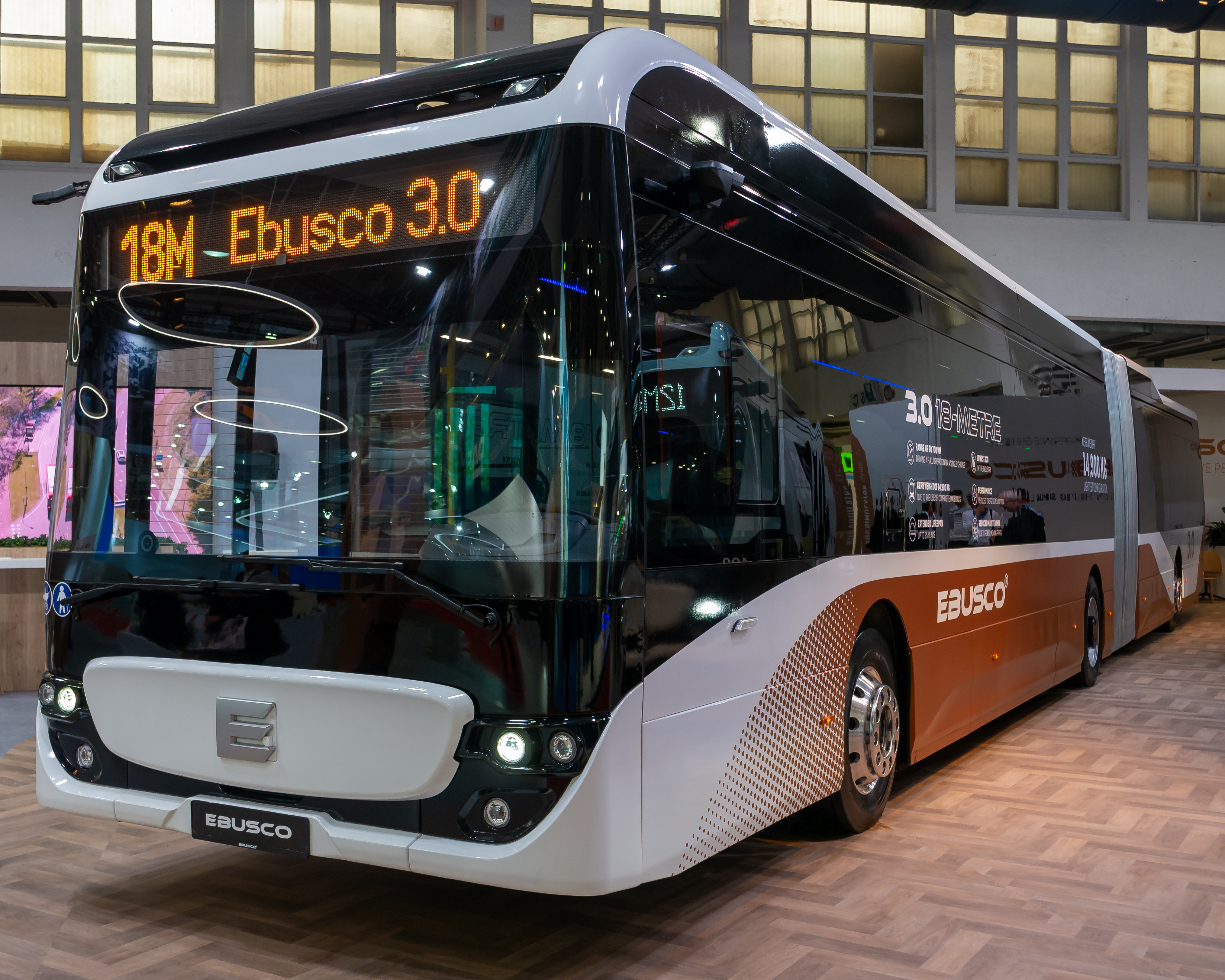
Az Ebusco 3.0 csuklós, 18 méteres változata
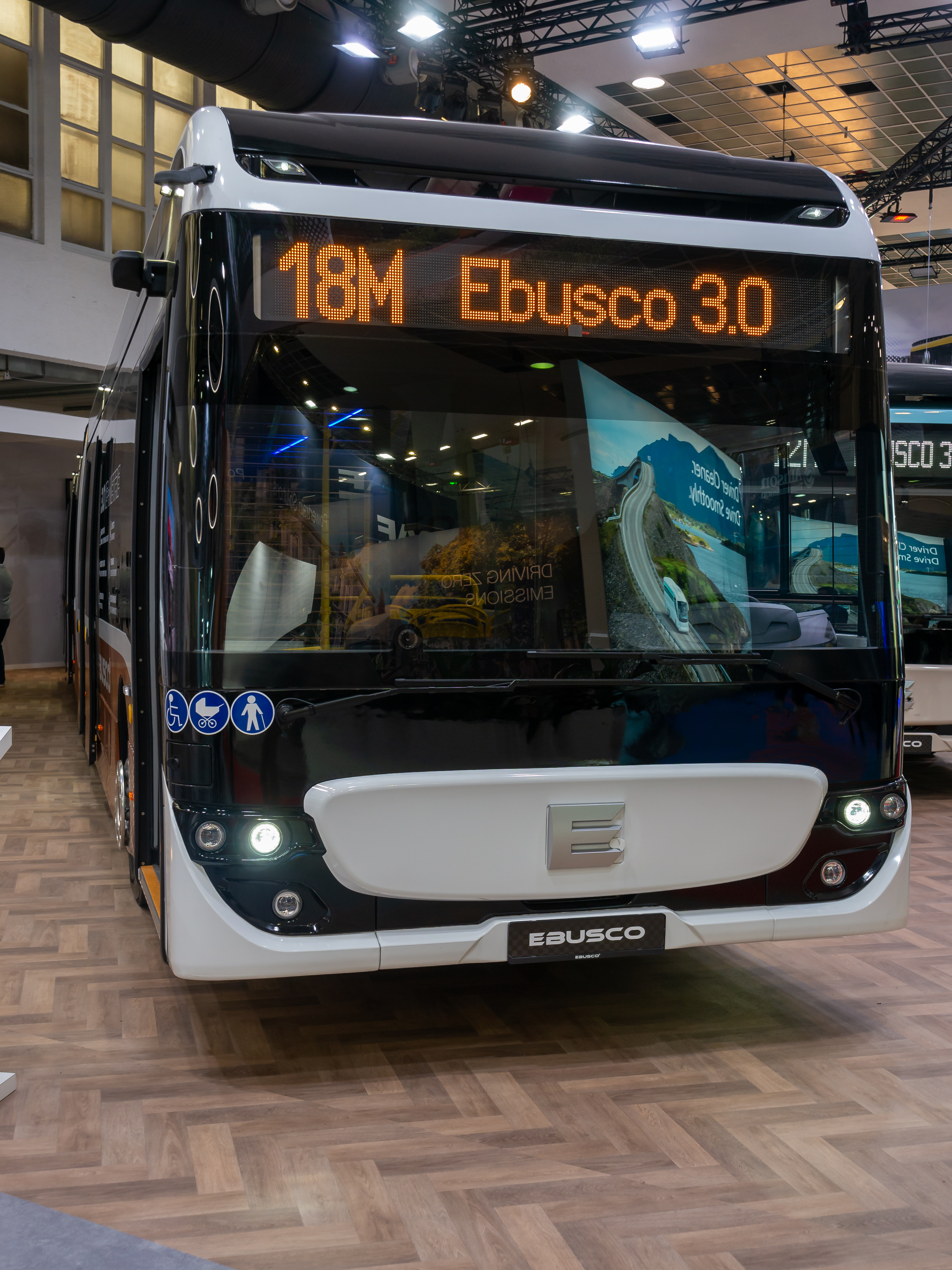
Az Ebusco 3.0 csuklós, 18 méteres változata
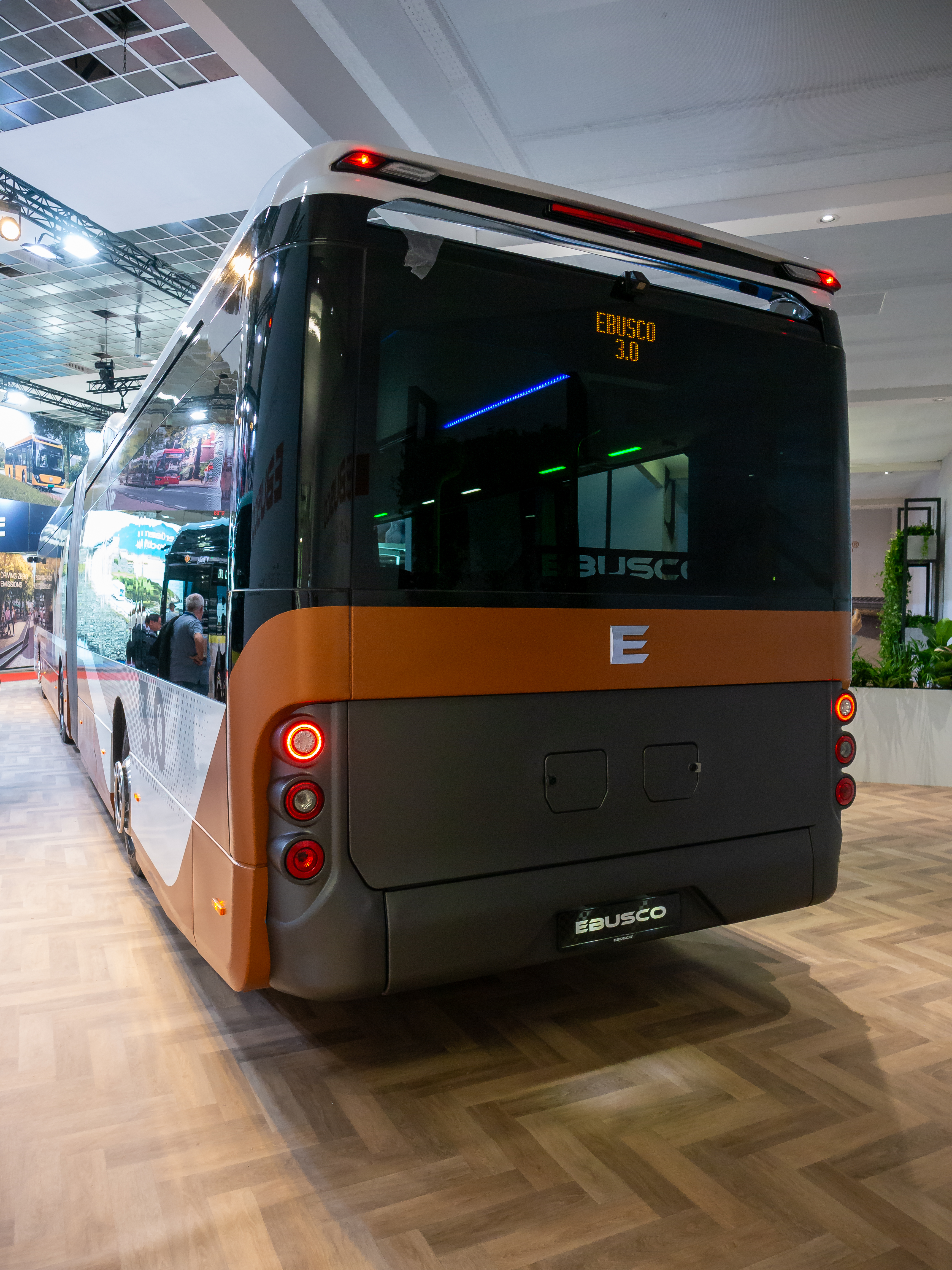
Az Ebusco 3.0 csuklós, 18 méteres változata
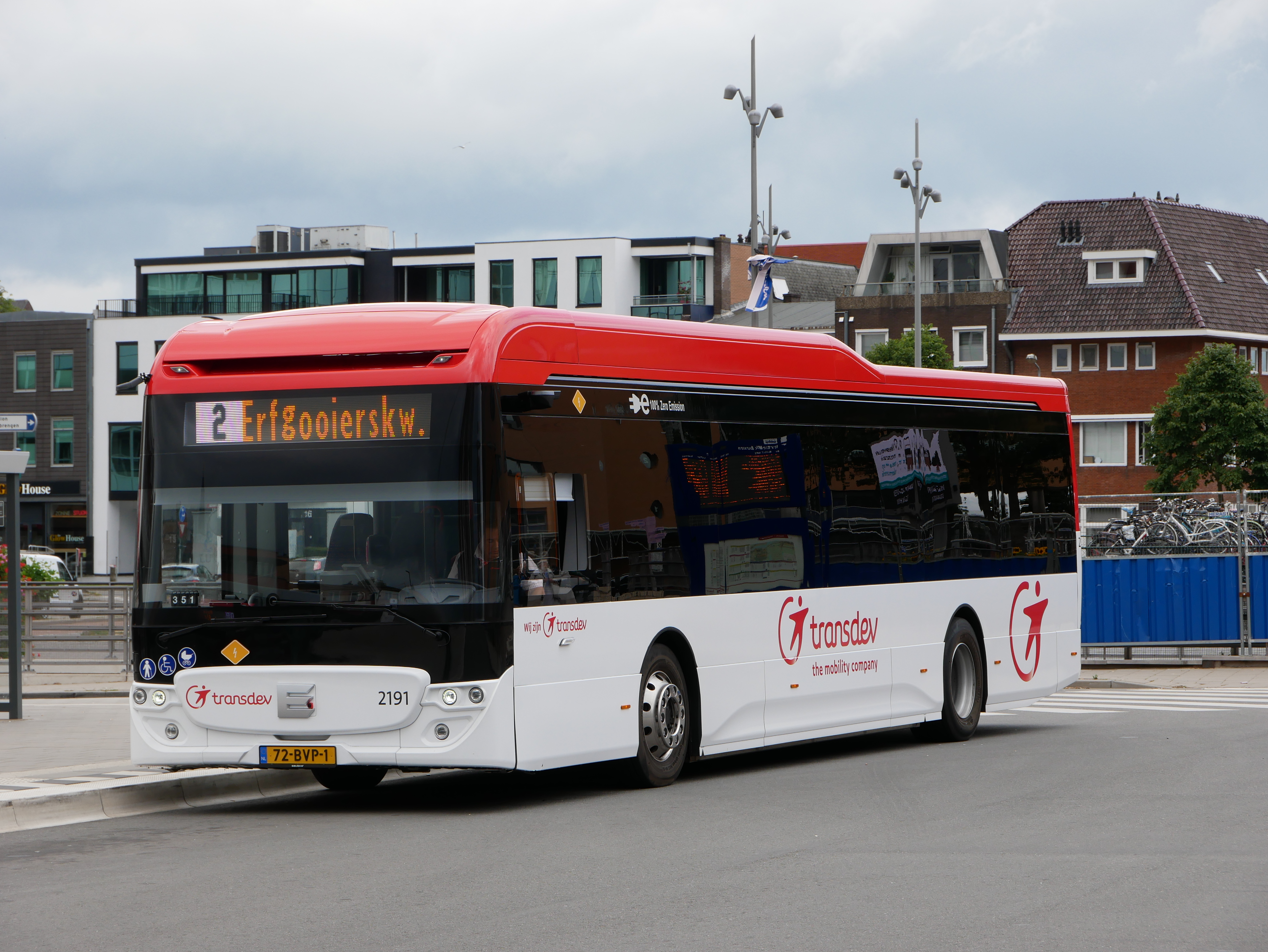
A 12 méteres szóló változat kétajtós, helyközi kivitelben, a Transdev üzemeltetésében
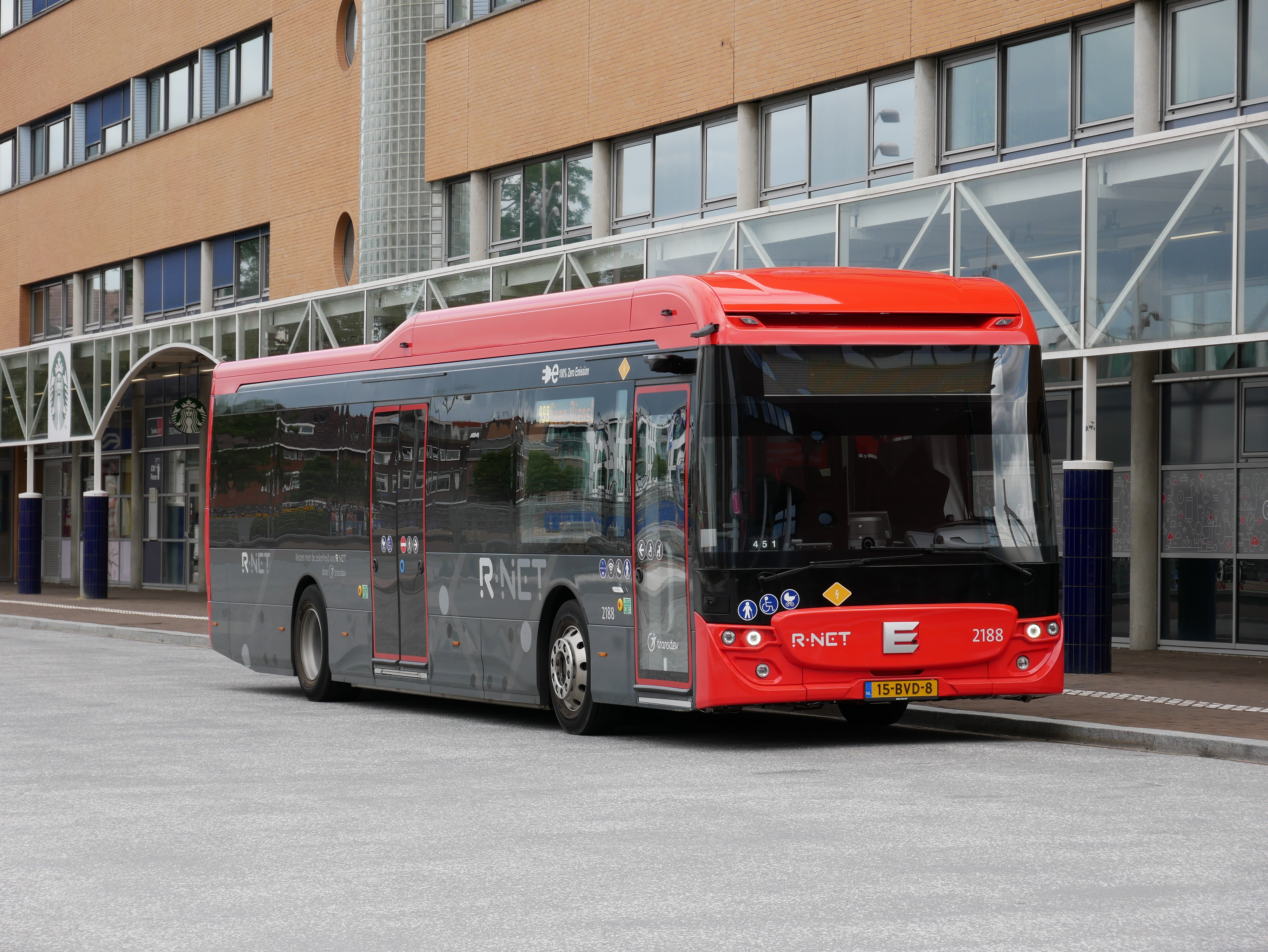
A 12 méteres szóló változat kétajtós, helyközi kivitelben, a Transdev üzemeltetésében az R-net alvállalkozójaként
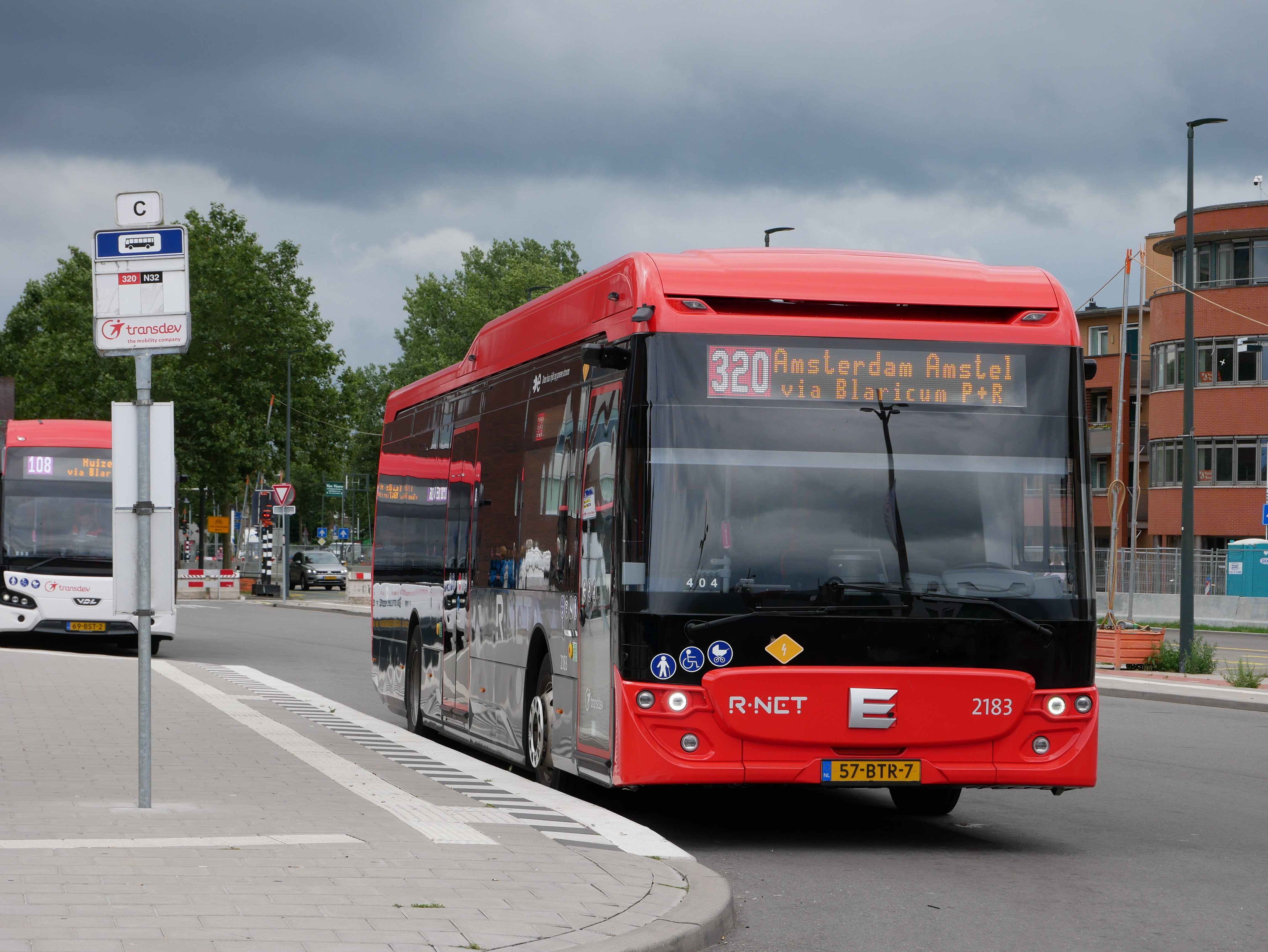
A 12 méteres szóló változat kétajtós, helyközi kivitelben, a Transdev üzemeltetésében az R-net alvállalkozójaként
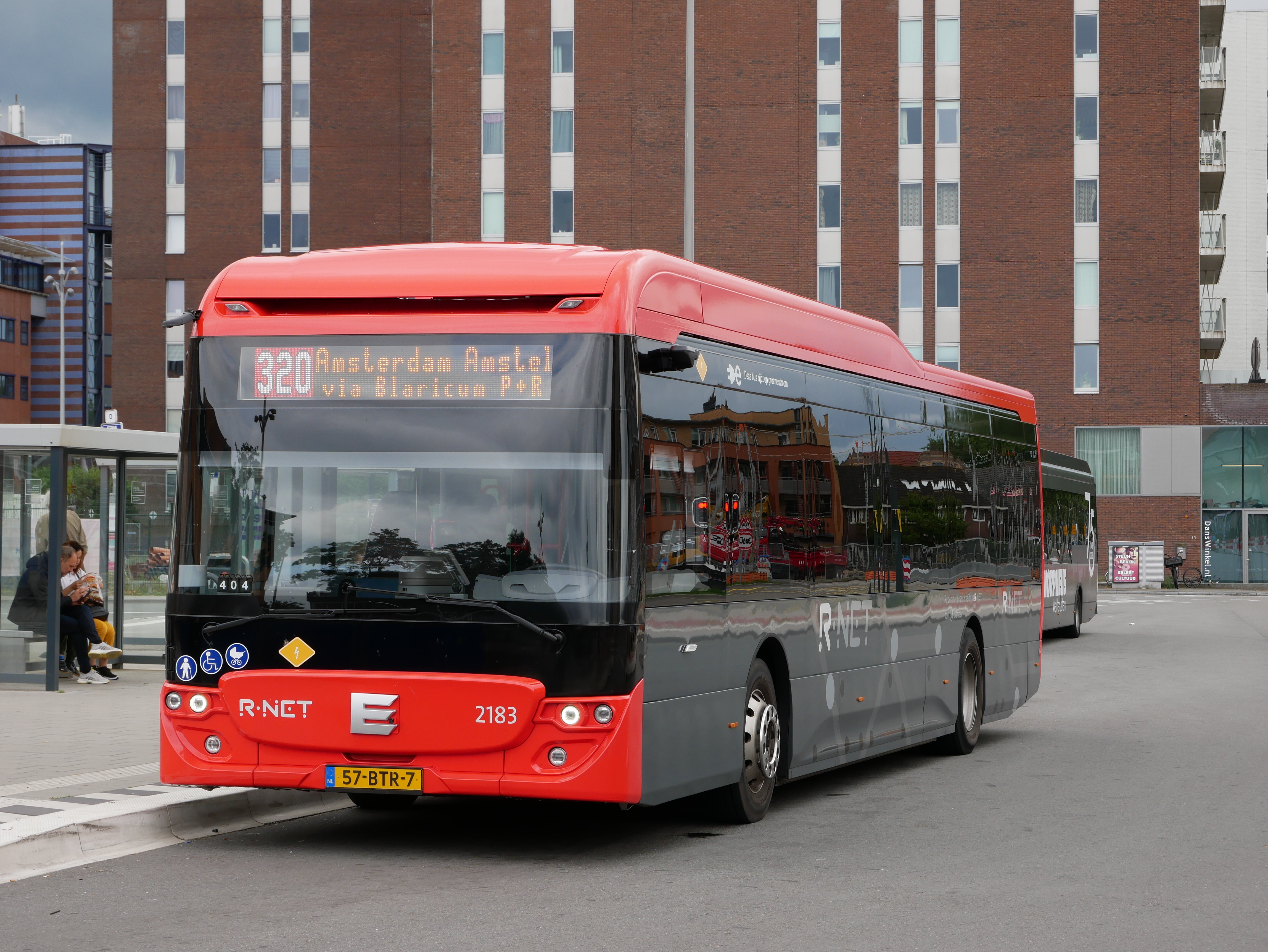
A 12 méteres szóló változat kétajtós, helyközi kivitelben, a Transdev üzemeltetésében az R-net alvállalkozójaként
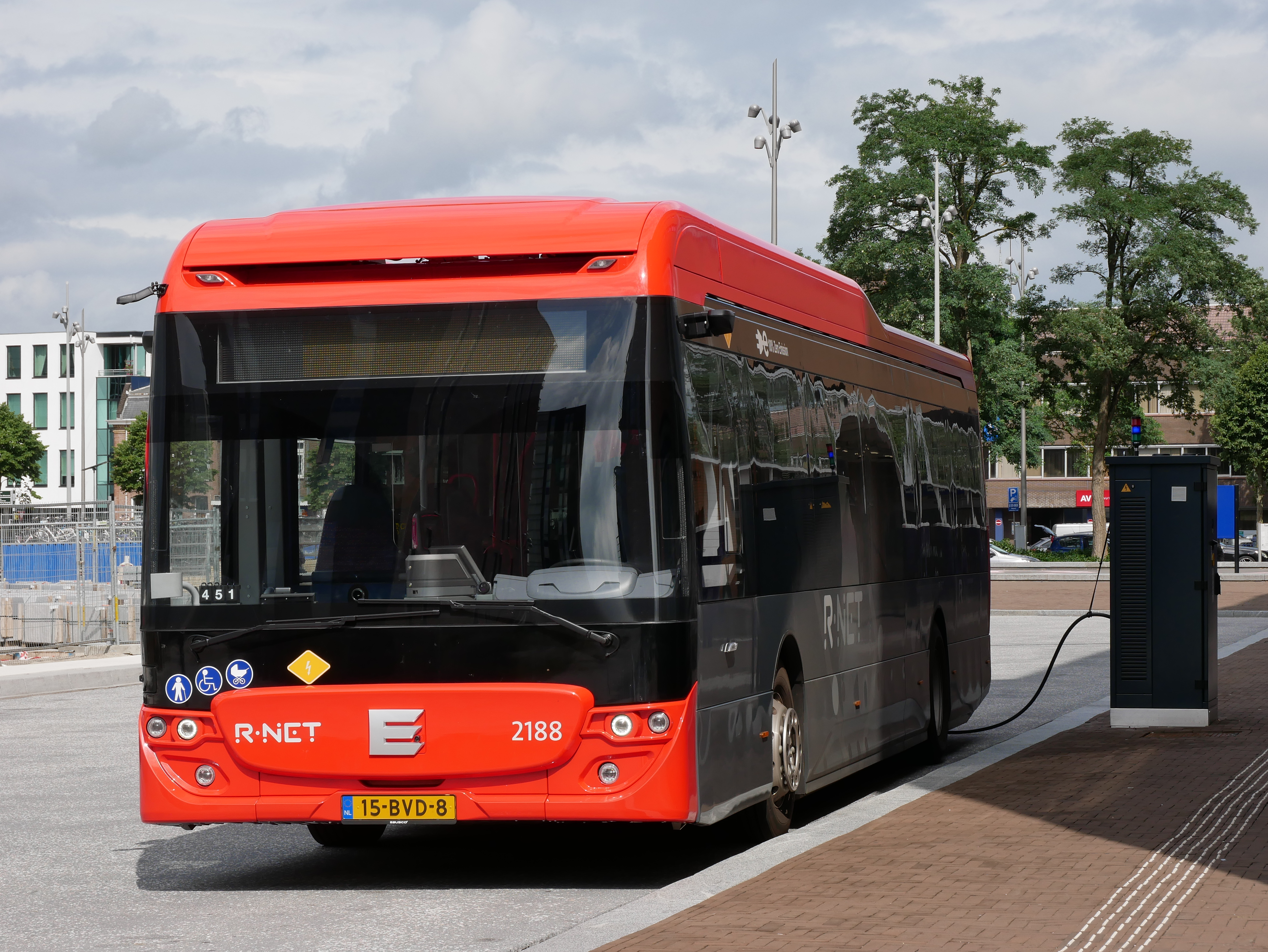
A 12 méteres szóló változat kétajtós, helyközi kivitelben, a Transdev üzemeltetésében az R-net alvállalkozójaként

## Értékesítés
Az első két Ebusco 3.0-t 2021 első felében helyezték forgalomba Münchenben. A buszok sorozatgyártása 2021 közepén indult el.
| Vállalat                      | Típus                              | Darabszám   | Sorozat     | Gyártási év | Forgalomba állítás helyszíne | Információk                           | Kép         |             |
| Németország                   | Németország                        | Németország | Németország | Németország | Németország                  | Németország                           | Németország | Németország |
| ----------------------------- | ---------------------------------- | ----------- | ----------- | ----------- | ---------------------------- | ------------------------------------- | ----------- | ----------- |
| Munchner Verkehrsgesellschaft | Ebusco 3.0                         | 2           | 4031-4032   | 2021        | München                      | Prototípus                            |             |             |
| NIAG                          | Ebusco 3.0                         | 12          | n.a.        | 2023        | Alsó-Rajna régió             | 12 méteres változat; első rendelés    |             |             |
| NIAG                          | Ebusco 3.0                         | 19          | n.a.        | 2024        | Alsó-Rajna régió             | 12 méteres változat; második rendelés |             |             |
| NIAG                          | Ebusco 3.0                         | 12          | n.a.        | 2024        | Alsó-Rajna régió             | 18 méteres változat                   |             |             |
| Hollandia                     |                                    |             |             |             |                              |                                       |             |             |
| EBS                           | Ebusco 3.0 (13,5 méteres változat) | 31          | 2501-2531   | 2023        | IJssel-Vecht                 |                                       |             |             |
| Transdev Hollandia            | Ebusco 3.0                         | 39          | 2183-2221   | 2022        | Gooi en Vechtstreek          |                                       |             |             |

## Fordítás
Ez a szócikk részben vagy egészben  az   Ebusco 3.0 című holland Wikipédia-szócikk ezen változatának fordításán alapul.  Az eredeti cikk szerkesztőit annak laptörténete sorolja fel. Ez a jelzés csupán a megfogalmazás eredetét és a szerzői jogokat jelzi, nem szolgál a cikkben szereplő információk forrásmegjelöléseként.